# Cochran, Georgia
Cochran är en stad (city) i Bleckley County, i delstaten Georgia, USA. Enligt United States Census Bureau har staden en folkmängd på 5 196 invånare (2011) och en landarea på 11,9 km². Cochran är huvudort i Bleckley County.